# Варшавско въстание
Варшавското въстание (на полски: powstanie warszawskie) е въоръженият опит на полската Армия Крайова (Armia Krajowa) да освободи Варшава от немска окупация в края на Втората световна война. То започва на 1 август 1944 като част от общонационално въстание, наречено Операция Буря (Plan Burza). Полските войски се съпротивляват на водените от немците войски до 2 октомври (общо 63 дни). Загубите от полска страна са 18 000 убити войници, 25 000 ранени и над 250 000 убити цивилни, най-вече при масови екзекуции, провеждани от настъпващите немски войски. Загубите от немска страна са над 17 000 убити и 9000 ранени. Приблизително 85% от града е разрушен по време на градската партизанска война и след края на въстанието, когато германската армия по заповед на Хитлер изгаря града квартал по квартал.
Въстанието започва в ключов за войната момент, докато съветската армия наближава Варшава. Въпреки че след 16 септември се намира на няколкостотин метра от града, съветската армия не установява връзка с въстаниците. Причините за това са предмет на продължаващи до днес противоречия.

## Навечерието на битката
Ако Варшава не беше в Генералното губернаторство, не бихме имали 4/5 от проблемите си на тази територия. Варшава е била и ще бъде средище на хаос и място, от което съпротивата се разпростира в останалата част на страната.
—Ханс Франк, 14 декември 1943, Краков.
Първоначалните планове на Армия Крайова за общонационално въстание, Операция Буря, което да се свърже с британските сили, са променени през 1943, когато става ясно, че Червената армия първа ще изтласка германците от Полша. Разкритията за Катинското клане довеждат до скъсване на полско-съветските отношения през април и те никога не се възстановяват напълно. Въпреки съществуващите съмнения за военната рационалност на едно голямо въстание, планирането му продължава. Ситуацията се изостря, когато успехите в операция Багратион (съветската офанзива в Беларус) водят Червената армия до старата полска граница през юли 1944 г. В този момент трябва да се вземе решение – или да се започне въстанието в тази трудна политическа ситуация при риск за проблеми със съветската подкрепа, или планът за въстание да отпадне и да се остави съветската пропаганда да описва Армия Крайова като колаборационистка и неефективна. Неотложността на решението излиза на преден план, когато става ясно, че след успешното сътрудничество при освобождаването на различни градове като Вилнюс, пристигащите след това части на НКВД или разстрелват, или изпращат в ГУЛАГ повечето полски офицери и войниците, които не се съгласяват да се присъединят към Съветската армия.
В началото на лятото на 1944 година според германските планове Варшава трябва да бъде укрепената точка в района и да бъде задържана на всяка цена. Построени са укрепления и в района са концентрирани войски. Този процес се забавя след неуспешния опит за убийство на Адолф Хитлер, но към края на юли 1944 г. войските са сравнително подготвени. На 27 юли губернаторът на Генералното губернаторство Ханс Франк нарежда 100 000 полски мъже на възраст от 17 до 65 години да се явят на следващия ден на няколко места във Варшава. Те трябва да бъдат използвани за строителството на укрепления за Вермахта във и около града. Този ход е приет от Армия Крайова като опит за неутрализиране на нелегалните сили и тя призовава жителите на Варшава да не се подчиняват.
Над 1000 души от германските Ordnungspolizei and Sicherheitspolizei загинаха при изпълнение на нормалните си полицейски задължения, без да включваме загубите при участие в специални операции. Наред с тези загуби, 500-те жертви сред различни служители на всички административни сектори, също заслужават отбелязване. – из реч на Ханс Франк от 18 ноември 1943.
Официалната съветска пропаганда твърди, че полската съпротива „изчаква на спокойствие“ и не се бие срещу общия неприятел. Докато съветските войски наближават Варшава през юни и юли 1944 г., съветските радиостанции настояват общонационално въстание във Варшава да прекъсне комуникационните канали на германските части, останали на десния бряг на Висла. На 29 юли 1944 г. първите съветски бронирани части достигат предградията на Варшава. Въстанието е одобрено от полското правителство в Лондон на 25 юли. Страхувайки се от германски наказателни акции след бойкота на строителството на укрепления и считайки, че времето е ценно, на 1 август 1944 г. генерал Тадеуш Бор-Коморовски нарежда пълна мобилизация на силите на Армия Крайова в района на Варшава.

### Противостоящи страни
Силите на Армия Крайова във Варшавския окръг наброяват 50 000 войници, от които 23 000 са екипирани и готови за бой. Повечето от тях от няколко години водят партизанска война, но им липсва опит в продължителни дневни боеве. Войските са зле екипирани, най-вече поради факта, че оръжие и хора са изпратени на изток от Варшава преди решението от 21 юли за включване на града в Операция Буря. Освен Армия Крайова съществуват още няколко партизански групи, които се поставят на подчинение на Армия Крайова по време на въстанието. И накрая, много доброволци, включително известен брой евреи, освободени от концентрационния лагер в руините на Варшавското гето, също се включват във въстанието, докато боевете продължават.
Командващ полските войски във Варшава е генерал Антони Хрушчил. Първоначално той разделя силите си в осем зони:
- Зона I (Сродмиешчие, Стария град)
- Зона II (Золиборж, Маримонт, Бйелани)
- Зона III (Вола)
- Зона IV (Охота)
- Зона V (Мокотов)
- Зона VI (Прага)
- Зона VII (Повят Варшавски)
- Zgrupowanie KeDywu Komendy Głownej

На 20 септември тази структура е променена в съответствие със структурата на полските сили, воюващи заедно със западните съюзници. Цялата армия е преименувана на Варшавски корпус на Армия Крайова, командвана от генерал Антони Хрушчил, и е разделена на три пехотни дивизии.
Към 1 август въоръжението им е:
- 1000 пушки
- 1700 пистолета
- 300 автоматични пистолета
- 60 автомата
- 7 картечници
- 35 противотанкови оръдия
- 25 000 ръчни гранати

В хода на боевете са получени още оръжия чрез въздушни доставки и отнемане от неприятеля (включително няколко бронирани коли). Освен това работилниците на въстаниците работят през цялото време, като за времето на въстанието произвеждат 300 автоматични пистолета, 150 огнехвъргачки, 40 000 гранати, известен брой минохвъргачки и дори една бронирана кола.
Към 1 август 1944 г. германският гарнизон във Варшава наброява 10 000 души под командването на генерал Райнер Стахел. Заедно с няколко части на левия бряг на Висла, германските войски са 15 000 до 16 000 войници от Вермахта, както и части на SS и полицията. Въпреки това немските войски са добре екипирани и от месеци се подготвят за защитата на града. Няколкостотин бетонни бункери и заграждения от бодлива тел защитават сградите и районите, заети от немците. Освен това в съседните райони има още над 90 000 германски войници.
Към 23 август германските части, директно участващи в боевете във Варшава, са разделени на:
- Бойна група Rohr (командвана от генерал-майор Рор)
- Бойна група Reinefarth (командвана от СС-групенфюрер Райнефарт)
  - Нападателна група Dirlewanger
  - Нападателна група Reck (командвана от майор Рек)
  - Нападателна група Schmidt (командвана от полковник Шмид)
  - няколко поддържащи и резервни части
- Варшавски гарнизон (Група на коменданта на Варшава), командвана от генерал-лейтенант Стахел

Според Норман Дейвис голяма част от немските войски са съставени от „колаборационистки сили“, включително руснаци и азери. Въпреки това, всички тези войски са под контрола на германската военна машина.

## Битката
Въстанието започва официално по светло, в 17:00 („часът W“) на 1 август, решение, разглеждано по-късно като скъпо струваща грешка. Въпреки че германците не успяват да разберат, че нарасналата активност е свързана с подготовка на въстание, и не разработват план за справяне с него, те са предупредени, според някои сведения от полякиня, един час преди началото. Липсата на изненада, внезапната промяна в плановете, липсата на опит в дневни боеве и непълната мобилизация стават пречка за постигането на първите цели на въстанието.
Първите два дни се оказват критични за установяването на позициите за остатъка от въстанието. Най-големи успехи са постигнати в центъра на града (Сродмиешчие), Стария град (Старе Място) и съседните части на Вола, където повечето цели са постигнати, макар и да остават германски укрепени пунктове. В други райони, като Мокотов, нападенията се провалят почти напълно, докато в трети, като Вола, те постигат значителен успех, но с много тежки загуби, които принуждават поляците да се оттеглят. В Прага, на източния бряг на реката, немските сили са толкова значителни, че поляците са отблъснати. Най-важното е, че частите от различните райони не успяват да установят връзка, както помежду си, така и с районите извън Варшава, като всеки участък остава изолиран.
След първите няколко часа боеве много части приемат по-дефанзивно поведение, а цивилното население започва да издига барикади из целия град. В момента на най-големи успехи, на 4 август, германската армия започва да получава подкрепления. Генералът от SS Ерих фон дем Бах е назначен за командващ и веднага започва контраатаки с цел да се свърже с обградените германски позиции и да откъсне въстанието от река Висла.
На 5 август е освободен районът на бившето Варшавско гето. В същото време започва клането във Вола, където при масови екзекуции германците избиват приблизително 40 000 цивилни. Целта на тази политика е да прекърши волята за борба и да прекрати въстанието без тежки боеве. По същата причина до края на септември германците убиват на място всички пленени въстаници. В други райони основно занимание на германските войски са грабежите, което всъщност помага за продължаването на защитата. Тази политика се променя по-късно, когато германците решават, че изстъпленията само втвърдяват съпротивата. От края на септември някои от пленените полски войници са третирани като военнопленници.
На 7 август към германските войски се присъединяват и танкове, а цивилни се използват като жив щит. След два дни тежки боеве те успяват да разделят Вола на две и достигат площад Банкови.
Целта на германците е да се постигне значителна победа, за да се покаже на Армия Крайова безсмислието на по-нататъшните боеве, но това не става. Между 9 и 18 август избухват престрелки в Стария град и близо до площад Банкови с успешни немски нападения и полски контраатаки. Отново е демонстрирана „специалната“ тактика на немците с насочени атаки срещу обозначени болници.
Старият град е задържан до края на август, когато липсата на снабдяване прави защитата невъзможна. На 2 септември защитниците на Стария град се оттеглят през канализационната система, която по това време се превръща във важно средство за връзка между различните части на въстанието. Над 5300 мъже и жени са евакуирани по този начин. Германската тактика се опира на бомбардировки и обстрел с тежка артилерия, на което поляците нямат големи възможности да отговорят.
В средата на септември съветската армия завладява Източна Варшава. Когато тя достига десния бряг на Висла на 10 септември, офицерите от Армия Крайова, участващи в съветските войски, предлагат да възстановят довоенния пехотен 36-и Академичен легион. Вместо това те са арестувани от НКВД и изпратени в Русия.
Противно на очакванията ни, врагът прекрати всички нападателни действия по целия фронт на 9-а армия. – текст от дневника на германската 9-а армия от 16 август 1944, показващ удивлението на немците от руската реакция на Въстанието.
Много от „съветските“ войници, пристигнали в Полша, всъщност са част от 1-ва полска армия (1 Armia Wojska Polskiego), някои от тях пристигат в районите Шчерняков и Повисле и установяват контакт със силите на Армия Крайова. При неадекватна въздушна и артилерийска подкрепа и при малкия им брой, повечето са избити, а останалите са принудени да се оттеглят. След провала на повторните, почти неподкрепени, опити на 1-ва полска армия да се свърже с въстаниците, руснаците ограничават съдействието си до спорадична и неефективна артилерийска и въздушна подкрепа. Плановете за пресичане на реката са отложени за „поне 4 месеца“ и командващият 1-ва полска армия, генерал Зигмунт Берлинг, който нарежда на частите си да пресекат реката, е отстранен от длъжност.
От този момент Варшавското въстание може да се разглежда като едностранна война на изтощение или като борба за приемливи условия на капитулация. Боевете приключват на 2 октомври с капитулация на полските сили.

## Липсата на външна подкрепа
Ограничените десанти на 1-ва полска армия, споменати по-горе, са единствените външни войници, подкрепили въстанието. Получена е известна подкрепа под формата на въздушни доставки (британските Кралски въздушни сили и Полските въздушни сили извършват 223 полета и губят 34 самолета), но ефектът от тях е много ограничен и предимно психологически, тъй като повечето американски доставки се правят от бази в Италия. За кратко (13 – 17 септември) руснаците правят известни доставки с парашути, но основната им дейност е да се противопоставят на правото на приземяване на всички други съюзнически самолети и дори да свалят няколко, носещи доставки от Италия.
Американската подкепа също е ограничена. След като Сталин се противопоставя на подкрепата за въстанието, на 25 август Чърчил изпраща телеграма на Рузвелт, като предлага, въпреки това, да се изпратят самолети и да се „види какво ще стане“. На следващия ден Рузвелт отговаря: Не считам, че е полезно за дългосрочната обща война, да се присъединя към вас в предлаганото послание към Чичо Джо. .

## Капитулацията
На 2 октомври генерал Тадеуш Бор-Коморовски подписва капитулацията на оставащите полски войски (Варшавски корпус на Армия Крайова или Warszawski Korpus Armii Krajowej) в германската щаб-квартира в присъствието на генерал фон дем Бах. Съгласно капитулационния договор войниците на Армия Крайова трябва да бъдат третирани според Женевската конвенция и отношението към цивилното население да бъде хуманно.
Един от най-смъртоносните боеве от началото на войната, толкова труден, колкото битката за Сталинград. – Хайнрих Химлер към други немски генерали на 21 септември 1944.
На следващия ден германците започват да разоръжават войниците на Армия Крайова. Повечето от тях по-късно са изпратени във военнопленнически лагери в различни части на Германия. В същото време цивилното население (приблизително 700 000 души) е преместено в концентрационни лагери западно от Варшава. Много войници, страхуващи се от германски плен, решават да се смесят с цивилното население, да се измъкнат от града с него и по-късно да продължат борбата.
Варшавското въстание не успява, защото не може да се свърже с близко разположените съветски сили. Причината за това явно е бездействието на съветската страна, въпреки възможностите за намеса. Причините за това бездействие, политически неуспех от полска страна или злонамереност от съветска страна, са предмет на продължаващи и днес спорове.

### Разрушаването на града
След изселването на остатъка от населението, германците започват разрушаване на останките на града. Специални инженерни групи са дислоцирани във Варшава, за да изгорят и разрушат оставащите сгради. Според немските планове след войната градът трябва да бъде превърнат в езеро. Разрушителните екипи използват огнехвъргачки и експлозиви и методично разрушават къща по къща. Те обръщат специално внимание на историческите паметници и забележителностите.
До януари 1945 85% от сградите са разрушени: 25% в резултат на Въстанието, 35% в резултат на систематичните действия на германците след неговия край, а останалите в резултат на по-ранното Въстание във Варшавското гето (15%) и други бойни действия, включително кампанията от септември 1939 (10%).
Материалните загуби се оценяват на 10 455 сгради, 923 исторически сгради (94%), 25 църкви, 14 библиотеки, включително Националната библиотека, 81 основни училища, 64 средни училища, Варшавския университет и Варшавския технически университет, както и повечето исторически паметници. Близо един милион жители губят цялата си собственост. Точния обем на загубите на частна и обществена собственост, както и на произведения на изкуството и паметници на науката и културата, е неизвестен. Въпреки това, различни оценки сочат еквивалента на приблизително 40 милиарда американски долара от 1939. Общинският съвет на Варшава обсъжда дали трябва да бъдат предявени претенции за германски репарации.

### „Освобождаването“ на руините
След като в продължение на няколко месеца наблюдава унищожението на града, на 17 януари 1945 Червената армия пресича реката. Развалините на Варшава са завладени за няколко часа почти без противопоставяне от германска страна. Немските части оказват известна съпротива в района на Варшавския университет, но защитата е преодоляна за по-малко от час.

## Последици
Поради липса на сътрудничество, а често и активни агресивни ходове от страна на Съветския съюз, както и някои други фактори, Варшавското въстание и Операция Буря не успяват в основната си цел – да освободят част от полската територия, така че там да се установи полското правителство в изгнание, вместо съветска държава-марионетка. Сред историците няма единодушие дали това изобщо е било възможно и дали тези действия са имали друг траен ефект. Според някои без Операция Буря и Варшавското въстание Полша би свършила като съветска република, участ, определено по-лоша от тази на „независима“ държава-марионетка, и така операцията успява поне частично като политическа демонстрация пред руснаците и западните Съюзници. Също така трябва да се отбележи, че заради Варшавското въстание руснаците спират офанзивата си в Полша, за да позволят на немците да потушат въстанието. Според някои историци в противен случай те биха окупирали цяла Германия, а не само източната ѝ част.
Оценките за жертвите варират между 180 000 и 250 000 като често се сочи средната оценка от 220 000 души. Още по-важно е, че много от загиналите са хора, на които се разчита за възстановяването, въпреки че голяма част от полската интелигенция е избита при съветско-германското нашествие през 1939. Варшава е построена наново, като Старият град е възстановен в довоенното си състояние. Въпреки това пълното възстановяване на града като голяма европейска столица започва в началото на 1990-те след падането на комунизма.

### След войната
Повечето войници от Армия Крайова, включително взелите участие във Варшавското въстание, са преследвани след войната – заловени от НКВД или Sluzba Bezpieczenstwa, разпитвани и затваряни, чакащи процеси по различни обвинения. Много от тях са изпратени в лагери или екзекутирани. Повечето от изпратените във военнопленнически лагери в Германия са освободени от британските, американските и полските войски и остават на Запад, включително водачите на въстанието Тадеуш Бор-Коморовски и Антони Хрушчил, които остават съответно в Лондон и САЩ.
Информацията за Варшавското въстание, неудобна за Сталин, и изкривена от пропагандата на новата Полска народна република, която набляга на неуспеха на Армия Крайова и правителството в изгнание и избягва всяка критика към Червената армия и политическите цели на съветската стратегия. До края на 1960-те самото име на Армия Крайова е цензурирано и повечето книги за Въстанието от 1944 са или забранени, или изменени, така че името на Армия Крайова да не се появява в тях. Освен това официалната пропаганда на Полша и Съветския съюз твърди, че Армия Крайова е група десни колаборационисти на нацистка Германия. След 1956 образът на Варшавското въстание в полската пропаганда се изменя малко, за да подчертае, че всъщност войниците са били смели, но офицерите са предатели, а командирите се отнасят с пренебрежение към загубите. Първите сериозни публикации по темата се появяват едва в края на 1980-те. Във Варшава е невъзможно построяването на паметник на Армия Крайова чак до 1989. Вместо това усилията на просъветската Армия Людова са прославяни и преувеличавани.
На Запад историята на полската борба за Варшава почти без външна подкрепа предизвиква неудобство. Не по-малък е шокът на войниците от Армия Крайова, когато западните Съюзници признават контролирания от Съветския съюз комунистически режим, установен от Сталин. В резултат на това историята на въстанието не става публична в продължение на дълги години.
Смелостта на въстаниците и пълната измяна на Съветския съюз поддържа антисъветските чувства в Полша по време на цялата Студена война. Спомените за въстанието вдъхновяват полското работническо движение Солидарност, което през 1980-те поставя началото на процеса, довел до падането на комунистическото провителство през 1989.
След 1989 истината за Въстанието вече не е цензурирана и 1 август е официално отбелязвана годишнина. На 31 юли 2004 във Варшава е открит Музей на Варшавското въстание.

## В популярната култура
Филмът на Анджей Вайда „Канал“ от 1957 година е първият, посветен на Варшавското въстание.
През 2010 г. Сабатон издава песента Uprising в албума Coat of Arms, чийто текст е относно въстанието.
На Варшавското въстание е наречена улица в квартал „Орландовци“ в София (Карта).